# Куркуріна Ганна Іванівна
Куркуріна Ганна Іванівна (нар. 25 серпня 1966, Краматорськ, Україна) — українська спортсменка і тренерка, абсолютна чемпіонка світу з паверліфтингу 2008, 2010 і 2012 років, володарка 14 рекордів. Волонтерка.

## Біографія
Народилась 25 серпня 1966 року в Краматорську Донецької області (Україна). Закінчила Біологічний факультет, кафедра Зоології ДонНУ. Працювала викладачем біології в середній школі. Згодом працювала зоотехніком у відділі хижих тварин Миколаївського зоопарку.
З 1998 року проводить тренування у фітнес-клубах за унікальною авторською методикою. Основні заняття призначені для жінок, тренування на сушіння і пропрацювання всіх необхідних м'язів. Комплекси тренувань, що розраховані як на режим нарощування, так і на режим сушіння м'язів, пропонують оптимальний режим навантаження і розвантаження. Розробляє індивідуальні програми для людей з інвалідністю або захворюваннями. Дотримується головного принципу медицини — не нашкодь. Закликає не гнатися за миттєвими результатами, а займатися спортом на сталій основі — зробивши його стилем життя.
Понад 17 років проводить тренерську діяльність. Проводить професійні майстер-класи й семінари для тренерів. Випустила ряд компакт-дисків з комплексом тренувань «Зроби себе сам!». Понад 5 років веде канал на YouTube про свої методики тренування, бере участь як експертка у ток-шоу на телебаченні.

## Досягнення
У 41 рік на чемпіонаті світу 2008 року «World 2008 IPA Powerlifting & bench press Championship» в Пенсільванії (США) в категорії PRO Ганна стала абсолютною чемпіонкою світу з паверліфтингу в режимі лежачи. Там само, в США, Ганна встановила 6 світових рекордів поспіль. Здобула перемоги на чемпіонатах світу в 2010 і 2012 році. В жовтні 2014 року, на 4-му Відкритому кубку World Powerlifting Alliance Ukraine в Дніпропетровську (Україна) Ганна стала володаркою унікального рекорду і звання «Найсильнішої жінки планети» — при власній вазі 72.5 кг., вона вичавлює від грудей штангу вагою 147,5 кг. Цей результат досі не зміг повторити ніхто у світі.

## Додаткові факти
Відкрита лесбійка.
Має 5 котів, займається волонтерством, допомагає безхатнім тваринам.
Не має власного житла, у 2017 році втратила кімнату у гуртожитку, де була прописана.